# Peter Eiden
Peter Eiden (geboren am 8. November 1831 in Waldbröl; gestorben nach 1893) war ein preußischer Notar und von Mai bis November 1891 vertretungsweise Landrat des Kreises Waldbröl.
Der Notar Eiden versah nach dem Wechsel des bisherigen Landrats des Kreises Waldbröl, Edwin Sander, nach Berlin bis zur Wiederbesetzung mit einem qualifizierten Landratskandidaten (Eduard Lindenberg) von Mai bis November 1891 im Vertretungswege die Geschäfte des Landrats. Im Weiteren war er noch bis 1893 als Notar in Waldbröl niedergelassen.